# Limetz-Villez
Limetz-Villez é uma comuna francesa na região administrativa da Île-de-France, no departamento de Yvelines. A comuna possui 1400 habitantes segundo o censo de 1990.